# Die Sängerin (Hauff)

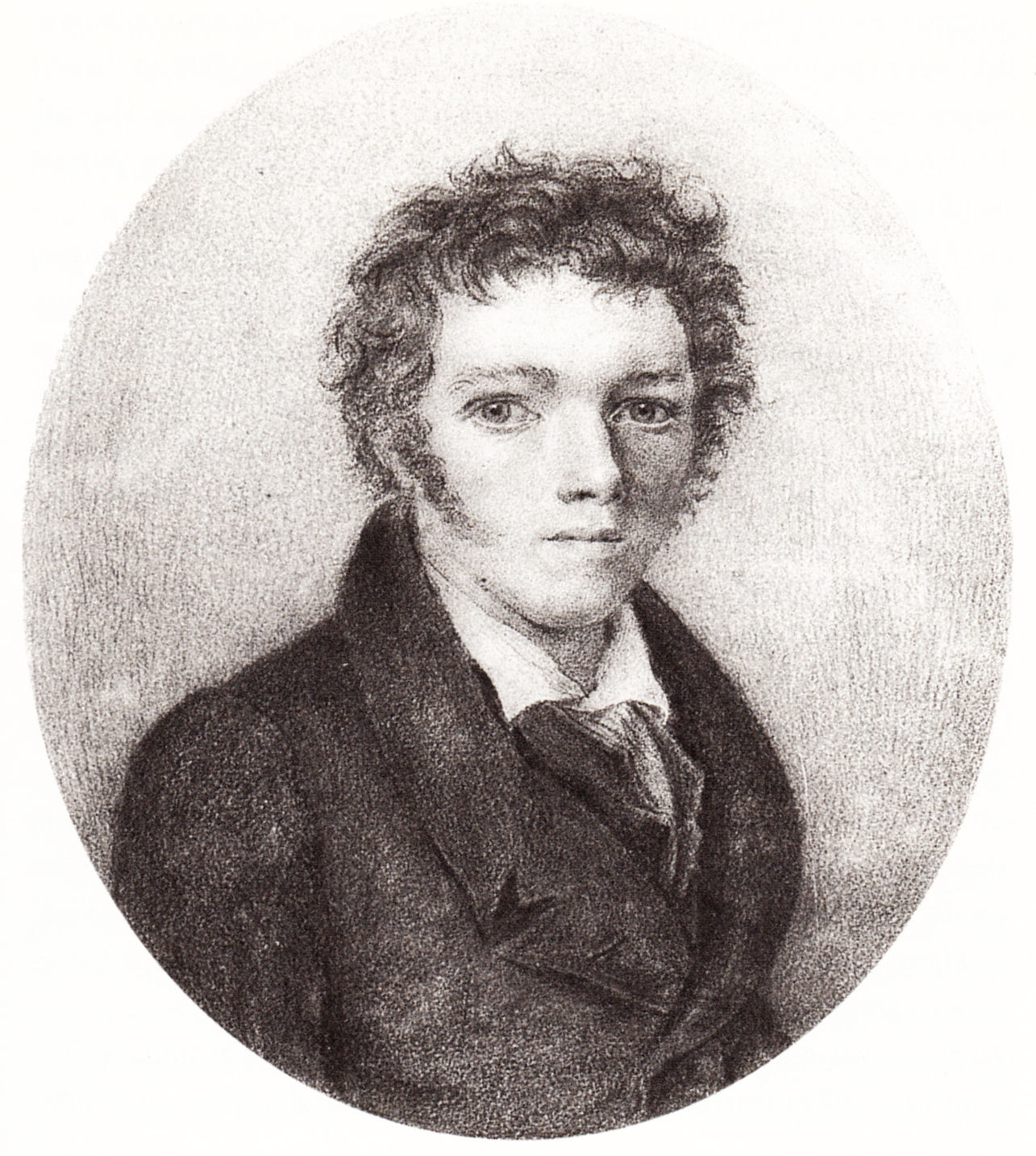
Hauff-Porträt von J. Behringer (1826)

Die Sängerin ist eine Kriminalnovelle von Wilhelm Hauff, die 1826 erschien. Sie handelt von der Aufklärung eines Mordversuchs an einer jungen Sängerin durch den sie behandelnden Arzt.

## Inhalt

### 1. Kapitel
Der Kommerzienrat Bolnau begegnet auf seinem täglichen Spaziergang in der Stadt B... einem Bekannten und erzählt ihm, dass auf die achtzehnjährige, in der Stadt sehr bekannte Sängerin Giuseppa Bianetti in der Nacht zuvor ein Mordanschlag verübt wurde. Am Abend vorher soll sie sich auf einer Redoute mit einem maskierten Herrn unterhalten haben, mit dem sie dann den Ball verließ. Über die Vergangenheit und den Lebenswandel der Dame sind in der Stadt unschöne Gerüchte im Umlauf.

### 2. Kapitel
Bolnau trifft den Medizinalrat Lange, der ihm Details über den Vorfall berichtet:
Giuseppa ist nur verletzt und außer Lebensgefahr. Lange wurde in der Nacht zuvor von Giuseppas Dienerin gerufen und fand Giuseppa mit einer Stichwunde nahe dem Herzen vor. Die Dienerin berichtet, Giuseppa sei mit einem maskierten Herrn nach Hause gekommen, es habe einen Streit gegeben, und der Herr habe zugestochen und sei geflohen, wobei er die Treppe hinabstürzte und sich verletzte. Am nächsten Morgen benachrichtigte Lange den Polizeidirektor. Dem wollte die Dienerin aber nichts von dem nächtlichen Besuch des Herrn sagen, um ihre Herrin nicht zu kompromittieren. Das letzte Wort der Giuseppa, bevor sie nach dem Angriff in Ohnmacht fiel, war der Name Bolnau.

### 3. Kapitel
Kommerzienrat Bolnau kann sich das nicht erklären, da er der Einzige dieses Namens in der Stadt ist. Sein Sohn Karl Bolnau verließ schon lange die Stadt, ging als Musiker nach England und kündigte an, nach Amerika auszuwandern. Da der Kommerzienrat nun befürchtet, mit dem Fall in Verbindung gebracht zu werden, verhält sich der sonst so heitere und gesprächige Herr nun misstrauisch und nervös.

### 4. Kapitel
Lange geht abends wieder zu Giuseppa und berichtet ihr von den Gerüchten, die über sie im Umlauf sind: Sie soll in Paris in einem „schlechten Hause“ gesehen worden sein; der Attentäter sei ein ehemaliger Liebhaber. Giuseppa ist bestürzt über diesen Angriff auf ihre Ehre. Kurz darauf stürzt der Kapellmeister Carlo Boloni ins Zimmer, dem die Gerüchte ebenfalls zu Ohren gekommen sind, und ist außer sich vor Eifersucht, sodass Lange ihn des Zimmers verweisen muss, um die Kranke zu schonen. Auf die Frage nach dem Namen Bolnau erklärt die Sängerin, sie habe sich versprochen und habe gemeint, man solle Boloni holen.
Giuseppe bittet Lange, am nächsten Tag wiederzukommen, damit sie ihm die Wahrheit über ihre Vergangenheit erzählen kann. Er soll dann zu Boloni gehen und ihm alles sagen, um ihn zu beruhigen. Auch nimmt Lange ein seidenes Schnupftuch mit einem Namenszug an sich, dass offenbar der Attentäter in der Nacht zuvor verloren hat.

### 5. Kapitel
Am nächsten Morgen erfährt Lange bei seinen Krankenbesuchen die schlechte Meinung, die man in der Stadt über die Sängerin hat. Kommerzienrat Bolnau ist immer noch in Angst, dass ihn ein Verdacht trifft und er unschuldig bestraft wird. Giuseppa fasst Vertrauen zu Lange und erzählt ihm ihre Geschichte:

### 6. Kapitel
Giuseppas Eltern waren beide Musiker, der Vater Violinist, die Mutter Sängerin. Der Vater starb, als Giuseppa vier Jahre alt war, und die Mutter heiratete einen Musikdirektor, der mit ihr als Sängerin auftrat. Sie bekam noch drei Kinder, und ihre Stimme wurde nach und nach schlechter. Giuseppas Stiefvater, der die Mutter nur geheiratet hatte, um ihre Stimme auszunutzen, wollte nun Giuseppa mit brutalen Methoden besonders schwierige Gesangspartien beibringen, um mit ihr als „Wunderkind“ Geld zu verdienen. Die Mutter starb, als Giuseppa elf Jahre alt war. In dieser Zeit kam öfter ein Mann mit „blitzenden grauen Augen“ zu Besuch, der sich für Giuseppa interessierte und vor dem sie sich graute. Als sie 15 Jahre alt war, wurde ihre Schwester Christel das neue Wunderkind und sie kam zu einem „Onkel in Paris“. Zunächst freute sie sich, doch es stellte sich heraus, dass der Stiefvater sie an den Mann mit den grauen Augen verkauft hatte. Dessen Salon in Paris, in dem noch mehr junge Mädchen lebten, entpuppte sich als Bordell. Nachdem Giuseppa dies erkannt hatte, floh sie zu einer italienischen Dame in der Nachbarschaft, erzählte ihr ihre Geschichte und bat sie um Hilfe. Diese Dame, Seraphina, ist die Nichte Baron Martenows, des Gesandten eines deutschen Hofes. Als sie zu ihren Eltern nach  Piacenza zurückkehrte, nahm sie Giuseppa mit. Sie trat in der Stadt als Sängerin auf und lernte den Kapellmeister Boloni kennen. Als sie ein Engagement als Sängerin am Theater in B... annahm, folgte ihr der in sie verliebte Boloni. Im Bordell in Paris nahm man an, Giuseppa habe sich in den Tod gestürzt, da sie vor ihrer Flucht das Fenster offenließ, unter dem ein Kanal vorbeifließt.

### 7. Kapitel
Lange verspricht, die Lebensgeschichte Giuseppas Boloni mitzuteilen, um ihn mit ihr zu versöhnen. Daraufhin erzählt Giuseppa, wie es zu dem Anschlag auf sie kam: Sie trat in Piacenza erst wieder öffentlich als Sängerin auf, als sie vom Tod des Bordellbesitzers Tod, eines Chevalier de Planto, erfuhr. Nun tauchte auf der Redoute (s. 1. Kapitel) überraschend, der Chevalier auf – offensichtlich war sein Tod nur vorgetäuscht. Er drohte Giuseppa, allen zu erzählen, „in welcher Gesellschaft“ sie früher lebte. Unter dieser Drohung folgte er ihr nach Hause und verlangte entweder 10000 Franken oder ihre Rückkehr in sein „Freudenhaus“. Sie wehrte sich und wurde niedergestochen. Trotz seiner Maske erkannte sie ihn an seiner Stimme und auf dem Seidentuch sind seine Initialen eingezeichnet.
Lange, der sich diese Geschichte angehört hat, verspricht nun, Giuseppa zu ihrem Recht zu verhelfen.

### 8. Kapitel
Zufällig hält sich Baron Martenow, dessen Nichte in Paris Giuseppa aufgenommen hatte, zu diesem Zeitpunkt in B... auf und wohnt im selben Hotel wie Boloni. Lange besucht den Gesandten und lässt sich von ihm Giuseppas Geschichte bestätigen. Der Gesandte benutzt seinen Einfluss in der Stadt, um Giuseppas Ruf wiederherzustellen.
Danach besucht Lange Boloni und drängt ihn dazu, sich Giuseppas Geschichte anzuhören. Boloni zweifelt deren Wahrheitsgehalt an, bis der Gesandte sie bestätigt. Das Gespräch zwischen Boloni und Lange wird vom Fluchen und Stöhnen eines offenbar schwer leidenden Gastes im Nebenzimmer unterbrochen.

### 9. Kapitel
Der Gesundheitszustand Giuseppas bessert sich, nachdem sie sich mit Boloni ausgesöhnt hat. Da sie eine Wiederholung des Attentats vermuten, planen Lange, der Polizeidirektor und Giuseppa, dem Mörder eine Falle zu stellen: Man will die Nachricht verbreiten, dass Giuseppa zur letzten Redoute des Karnevals gehen wird, damit er auch dort auftaucht. Giuseppas Dienerin gesteht nun auch dem Polizeidirektor, dass Giuseppas letztes Wort vor ihrer Ohnmacht „Bolnau“ war. Der Polizeidirektor hält nun auf der Straße den Kommerzienrat Bolnau an, um ihm „auf den Zahn zu fühlen“.

### 10. Kapitel
Bolnau überlegt, dass seine Abwesenheit beim Ball den Verdacht auf ihn verstärken würde. Deshalb übt er vor dem Spiegel, wie er Giuseppa hinter einer Maske auf der Redoute unbekümmert höflich gegenübertreten und ihr ein Glas Punsch und Bonbons anbieten kann. Jedoch verhält er sich so verdächtig, dass Giuseppa ihn für den Chevalier de Planto hält, der sie vergiften will. Er wird von Giuseppas Bewachern festgenommen, während Lange wegen eines medizinischen Notfalls ins Hotel gerufen wird – es handelt sich um Bolonis Zimmernachbarn.

### 11. Kapitel
Lange kommt ins Zimmer des Kranken und entdeckt, dass auf ihn Giuseppas Beschreibung des Chevalier de Planto passt. Er ist verwirrt, da er glaubt, der Chevalier sei gerade auf der Redoute verhaftet worden (in Wahrheit war es der Kommerzienrat Bolnau, s. Kapitel 10). Der Kranke zeigt ihm eine Stichwunde in der Brust: Er sei eine Treppe hinabgestürzt und habe sich mit einem Dolch versehentlich selbst verletzt. Als er danach sich den Mund mit einem Schnupftuch abwischt, das dem in Giuseppas Zimmer gefundenen gleicht, ist sich Lange sicher, dass er den Chevalier vor sich hat.

### 12. Kapitel
Am nächsten Morgen gehen Lange und der Direktor ins Hotel, um den todkranken Chevalier zu verhören. Er nennt einen falschen Namen, woraufhin Giuseppa und Baron Martenow als Zeugen dazugeholt werden, die ihn als den Chevalier de Planto identifizieren.
Nun führen die Gerichtsdiener den Kommerzienrat Bolnau herein, den der Polizeidirektor immer noch für einen Mittäter hält. Dieser beklagt sich bei Giuseppa darüber, dass sie seinen ehrlichen Namen befleckt hat, indem sie ihn vor ihrer Ohnmacht ausrief. Sie klärt das Missverständnis auf: Nicht der Kommerzienrat war gemeint, sondern ihr Geliebter, der Kapellmeister Carlo Boloni, der in Wahrheit Karl Bolnau, der lang verschollene Sohn des Kommerzienrats, ist (s. 3. Kapitel). Der Chevalier stirbt, während nebenan, im Zimmer des Kapellmeisters, der Kommerzienrat Giuseppa fragt, ob sie seinen Sohn heiraten will. Diese willigt glücklich ein und die Szene schließt mit einem harmonischen Familienbild.

## Deutung
In der Handlung wird eine Liebesgeschichte mit einer Kriminalgeschichte verbunden. Die Spannung richtet sich zunächst auf die Identität des Täters und dann, nachdem diese geklärt ist, auf die Gefahr eines erneuten Anschlags, dann auf die Versöhnung der Liebenden. Manche Personen, besonders Vater und Sohn Bolnau, werden vom Erzähler stark ironisiert: Das übertrieben pathetische Auftreten des Kapellmeisters und die Hysterie des Kommerzienrates werden entlarvt. Auch das vom Klatsch geprägte gesellschaftliche Leben in der deutschen Provinzstadt ist ein Ziel satirischer Darstellung.

## Quelle
- Wilhelm Hauff: Die Sängerin. Novelle. Berlin: Das Neue Berlin 1955 (=Berlinische Miniaturen Band 21).
- Stefan Nauhaus: Das Spiel mit dem Leser. Wilhelm Hauff: Werk und Wirkung. Göttingen: Vandenhoeck & Ruprecht 2002. ISBN 3525208278. Zur Sängerin S. 71–75.